# منشور اروپایی زبان‌های محلی یا اقلیت
منشور اروپایی زبان‌های محلی یا اقلیت (به انگلیسی: European Charter for Regional or Minority Languages) از توافقات اروپایی است که در ۱۹۹۲ توسط شورای اروپا برای حفظ و ترویج زبان‌های محلی و اقلیت تاریخی در اروپا ایجاد شد. آماده‌سازی منشور پیش از کنگرهٔ مقامات منطقه‌ای و محلی، انجام شد. منشور اصلی در مجمع پارلمانی شورای اروپا بر مبنای پیشنهادهای کنگره نوشته شد. این منشور تنها به زبان‌هایی که به‌طور سنتی توسط اتباع کشورهای عضو (نتیجتاً سوا از زبان‌های مهاجرین اخیر از دیگر کشورها) یا مبنای ارضی دارند یا توسط اقلیت‌های زبانی درون یک کشور یا در کل (مانند ییدیش یا رومانی) استفاده می‌شوند قابل اعمال است.